# Berufsrückkehrer
Berufsrückkehrerinnen bzw. Berufsrückkehrer sind Personen, die nach einer familiär bedingten Erwerbsunterbrechung wieder eine Berufstätigkeit aufnehmen wollen.

## Definition im Sozialgesetzbuch
Im Sinne des § 20 des Dritten Buches Sozialgesetzbuch (SGB III) handelt es sich dabei um Frauen bzw. Männer, die „1. ihre   Erwerbstätigkeit oder Arbeitslosigkeit oder eine betriebliche Berufsausbildung wegen der Betreuung und Erziehung von aufsichtsbedürftigen Kindern oder der Betreuung pflegebedürftiger Angehöriger unterbrochen haben und 2. in angemessener Zeit danach in die Erwerbstätigkeit zurückkehren wollen.“
Personen in Elternzeit sind keine Berufsrückkehrer, da sie nicht als arbeitslos (im Sinne des Gesetzes) gelten.

## Förderung von Berufsrückkehrerinnen und Berufsrückkehrer
Vor der Neuordnung der deutschen Arbeitslosenpolitik im Rahmen der Hartz-IV-Gesetze zählten die Berufsrückkehrerinnen zu den wichtigen Fördergruppen. Heute haben sie weder einen Rechtsanspruch auf Unterhalt, wenn sie eine Fortbildung zum Wiedereinstieg machen, noch gibt es erleichterte Bedingungen für die Teilnahme an Weiterbildungsangeboten: Heute sind die Wiedereingliederungszuschüsse für Berufsrückkehrerinnen eine Kann-Leistung (§ 29 Abs. 1 SGB II).

## Beratungs- und Bildungsangebote für Berufsrückkehrerinnen und Berufsrückkehrer
Dennoch gibt es eine Reihe von Beratungs- und Bildungsangeboten für Berufsrückkehrende, die z. B. mit europäischen Fördermitteln oder aus Gleichstellungsfonds der Bundesländer finanziert werden und von lokalen Trägern angeboten werden. Einige Angebote der Frauenbildung wenden sich an Frauen in der Familienphase bzw. Berufsrückkehrerinnen. So werden z. B. im Land Nordrhein-Westfalen seit dem Jahr 2008 Frauen und Männer mit dem Bildungsscheck NRW unterstützt, mit dem die Hälfte der anfallenden Kosten – bis höchstens 500 € pro Bildungsscheck – bei der Teilnahme an beruflichen Weiterbildungsseminaren übernommen werden. Darüber hinaus wird ein Servicenetzwerk zur Orientierung, Information und Beratung zum beruflichen Wiedereinstieg von Berufsrückkehrenden – also von Frauen wie auch von Männern – bereitgestellt, welches die auch schon in anderen Themenbereichen erfolgreich betriebenen Module des Bürger- und Service-Centers „Nordrhein-Westfalen direkt“ und des „Kompetenznetzes Moderne Arbeit“ (KomNet) hierzu einsetzt und dessen öffentlich zugängliche Wissensdatenbank genutzt werden kann.
Als Orientierungskurse werden dabei Maßnahmen bezeichnet, die Frauen bei der grundsätzlichen persönlichen und beruflichen Neuorientierung in oder nach einer Familienphase unterstützen. Hinzu kommen beruflich qualifizierende Angebote, die häufig im Bereich Büro bzw. Soziales qualifizieren.
In Kooperation mit der Bundesagentur für Arbeit (BA) unterstützt seit 2008 das Bundesministerium für Familie, Senioren, Frau und Jugend (BMFSFJ) Frauen, die familienbedingt mehrere Jahre aus dem Erwerbsleben ausgeschieden sind und wieder in die Erwerbstätigkeit einsteigen wollen, mit dem Aktionsprogramm „Perspektive Wiedereinstieg“. Angebote und Initiativen wurden dazu gebündelt und der Austausch mit Ländern und Verbänden gefördert. An 20 Modellstandorten bundesweit erhalten Wiedereinsteigerinnen bedarfsgerechte Beratung.